# Gérard Genot
Pour les articles homonymes, voir Genot.
Gérard Genot né le 27 octobre 1937 à Montjay (Saône-et-Loire) et mort le 24 janvier 2018 à Nanterre (Hauts-de-Seine), est un universitaire, italianiste, traducteur et écrivain français.

## Biographie
Né en 1937 à Montjay (Saône-et-Loire), il a passé son enfance et sa jeunesse en Tunisie. Élève au lycée Carnot de Tunis, puis à l'École normale supérieure de Saint-Cloud et à la Sorbonne, agrégé (1962), Docteur-ès-Lettres (1970) il a enseigné jusqu'en 2001 à l'université Paris Ouest.
Son œuvre comprend des ouvrages de linguistique générale et de grammaire italienne, de critique littéraire (sur Pétrarque, Le Tasse, Ugo Foscolo, Pinocchio, etc.), des traductions richement commentées de classiques italiens (Cecco Angiolieri, Pétrarque, le Tasse, Foscolo), ainsi que d'auteurs modernes et contemporains (Antonio Fogazzaro, Giovanni Papini, Eugenio Corti, Giorgio Bassani, Italo Calvino).
Son œuvre littéraire comprend un recueil général de poèmes, J'élis un lieu flagrant et nul, poèmes 1962-2008 — dont les thèmes principaux sont l'identité multiple de l'exilé et la conquête jamais achevée de la langue maternelle, paradoxalement donnée mais qui ne vit que dans le rite minutieux de la parole poétique —, un roman, La Frontière et un recueil de nouvelles Messaoud, qui, sans complaisance ni culpabilité de commande, font revivre la fin de l'époque coloniale, ainsi qu'un volume de textes courts, Courtes vertus.Moralités et caractères, mi-récits, mi-essais, sur les dérapages de la vie quotidienne et certains excès de caractère, autobiographie du lecteur s'il le souhaite. Le dernier recueil, Reconnaissances, exil, mémoire, écriture parait en 2013.

### Ouvrages scientifiques
- Analyse structurelle de Pinocchio, Fondazione nazionale C.Collodi, 1970[3],[4],[5]
- Pirandello, Paris, Éditions Seghers, 1970.
- Sémantique du discontinu dans L'Allegria d'Ungaretti, Paris, Klincksieck, 1972.
- Grammaire de l'Italien, Paris, PUF, Que sais-je?, n. 1513, 1973[6].
- Elements of Narrativics - Grammar in Narrative, Narrative in Grammar, Hamburg, Buske, 1979.
- Grammaire et Récit - Essai de Linguistique textuelle, Nanterre, Publidix, 1984.
- Pirandello –  Un théâtre combinatoire, Nancy, Presses Universitaires de Nancy, 1993.
- La grammaire de l’Italien, Paris, PUF, Que Sais-je, 1994[7].
- Manuel de Linguistique de l’italien, Approche diachronique Paris, Ellipses, 1998.
- La Fiction poétique – Foscolo, Leopardi, Ungaretti, Paris, Presses Universitaires de Paris Sorbonne, 1998.
- Italien, La Grammaire, Paris, Hatier (Bescherelle), 2009.
- Les Grands Jeux du Hasard et du Sort, Essais sur la Jérusalem délivrée, Paris, La Centuplée-La Rose de Java, 2008, TheBookEdition.com
- Voici que s’entrevoit Jérusalem, Paris, La Centuplée-La Rose de Java, 2008, TheBookEdition.com
- Linguistique diachronique (italien), La Centuplée-La Rose de Java, 2008, TheBookEdition.com
- La Communication Poétique, Paris, La Centuplée-La Rose de Java, 2008, TheBookEdition.com
- (Re)Lecture de Pinocchio, Paris, La Centuplée-La Rose de Java, 2008, TheBookEdition.com
- Grammaire & Récit, Paris, La Centuplée-La Rose de Java, 2008, TheBookEdition.com

### Traductions
- Italo Calvino, La Journée d’un scrutateur, Paris, Seuil, 1966[8].
- Giorgio Bassani, Derrière la Porte, Paris, Gallimard, 1967.
- Ugo Foscolo, Notice sur Didyme Leclerc, Paris, Minard, 1966.
- Mario Tobino, Le Baluchon du Marin, Paris, Minard, 1967.
- Salvatore Quasimodo, Poésies, Paris, Institut Culturel Italien, 1969
- François Pétrarque, Le Chansonnier (extraits), Paris, Aubier-Montaigne, 1969[9].
- Luigi Pirandello, À la sortie, L’imbécile, La Fleur à la bouche, La Fable du fils substitué, Paris, Bibliothèque de la Pléiade, 1985.
- Cecco Angiolieri, Sonetti / Sonnets, édition bilingue, Introduction, traduction et notes, Paris, Memini-Honoré Champion, 2003.
- Eugenio Corti, Caton l’ancien, Paris-Lausanne, De Fallois-L’Age d’Homme, 2005[10],[11].
- Gaetano Volpi, De la fureur de posséder des livres, Paris, La Rose de Java, 2007.
- Ugo Foscolo, Des origines et des devoirs de la littérature, les Tombeaux, les Sonnets, Lausanne, L’Age d’Homme, 2007.
- Torquato Tasso, Jérusalem délivrée, édition bilingue, Introduction, traduction et notes, Paris, Les Belles Lettres, 2008.
- François Pétrarque, Chansonnier, édition bilingue, Introduction, traduction et notes, Paris, Les Belles Lettres, 2009[12],[13],[14].
- Giovanni Papini, Concerto fantastique, Toutes les Nouvelles, Paris-Lausanne, L’Age d’Homme, 2009.
- Giovanni Papini, Histoire du Christ, Paris-Lausanne, L’Age d’Homme, 2010.
- Alessandro Spina, Triptyque libyen, Paris-Lausanne, L’Age d’Homme,, 2013
- Michel Deguy, Gisants / Giacenti, Gênes, Ed. San Marco dei Giustiniani, 1999.
  - En collaboration avec Paul Larivaille :
- Anonyme, Novellino et Contes de Chevaliers du temps jadis, Paris, 10/18, 1988 (rééd. partielle, Paris, Memini, 2002)[15].
- Teofilo Folengo, Baldus, Paris, Les Belles lettres, t. I (2004), t. II (2006), t. III et dernier (2007).
  - En collaboration avec François Livi :.
- Eugenio Corti, Les derniers soldats du roi, Paris-Lausanne, De Fallois-L’Age d’Homme, 2004.
- Eugenio Corti, Je reviendrai : Lettres de Russie 1942-1943, préf. François Livi, Éditions des Syrtes, 235 p., 2017  (ISBN 978-2940523511)

### Œuvres littéraires
- J’élis un lieu flagrant et nul, Poèmes 1962-2008, Paris-Lausanne, L’Age d’Homme, 2009.
- La traversée du Rio Rojo, Éditions du Panthéon, 2014
- Milo le Pro et le Clodo, La Centuplée-La Rose de Java, 2011, TheBookEdition.com
- La Frontière, roman, L'Âge d'Homme, 2012[2]
- Courtes vertus, Essais, L'Âge d'Homme, 2012
- Messaoud, Nouvelles, L'Âge d'Homme, 2013
- Reconnaissances, exil, mémoire, écriture, Essais L'Âge d'Homme, 2013.
- Plus que cela, suivi de Tityre sourit, L'Âge d'Homme, 2014.